# Amphipyra effusa
Amphipyra effusa is een vlinder uit de familie uilen (Noctuidae). De wetenschappelijke naam is voor het eerst geldig gepubliceerd in 1828 door Boisduval.
De soort komt voor in Europa.